# Folkestad, Vestland
Folkestad är en by i Fjalers kommun i Vestland fylke i västra Norge. Orten ligger vid fylkesväg 5655, i den västligaste delen av kommunen, nära gränsen till Hyllestads kommun. Nordväst om byn finns Folkestads bönhuskapell